# Canadian Championship 2012
De Canadian Championship 2012 was een voetbalcompetitie die plaatsvond in Montreal, Toronto , Vancouver en Edmonton in 2012. De deelnemende teams waren Montreal Impact, Toronto FC , Vancouver Whitecaps en FC Edmonton. Het toernooi bestond uit een halve finale die over twee wedstrijden werd gespeeld; de winnaars van de halve finales plaatsten zich voor de finale die ook over twee wedstrijden werd gespeeld. Toronto FC plaatste zich voor de groepsfase van de CONCACAF Champions League 2012/13.

## Wedstrijden

### Halve finales

#### 1e wedstrijd
|                      |                 |       |            |                                                                                    |
| 2 mei 2012 20:00 EDT | Montreal Impact | 0 - 0 | Toronto FC | Olympisch Stadion, Montreal, Quebec Toeschouwers: 13.405 Scheidsrechter: Paul Ward |
| 2 mei 2012 20:00 EDT |                 |       |            | Olympisch Stadion, Montreal, Quebec Toeschouwers: 13.405 Scheidsrechter: Paul Ward |

|                      |             |                       |                        |                                                                                                |
| 2 mei 2012 20:00 MDT | FC Edmonton | 0 - 2                 | Vancouver Whitecaps FC | Commonwealth Stadium, Edmonton, Alberta Toeschouwers: 2.777 Scheidsrechter: Carol Anne Chenard |
| 2 mei 2012 20:00 MDT |             | Hassli 19' Harris 41' |                        | Commonwealth Stadium, Edmonton, Alberta Toeschouwers: 2.777 Scheidsrechter: Carol Anne Chenard |

#### 2e wedstrijd
|                  |                                             |         |                 |                                                                              |
| 9 mei 2012 20:00 | Toronto FC                                  | 2 – 0   | Montreal Impact | BMO Field, Toronto, Ontario Toeschouwers: 15.016 Scheidsrechter: Dave Gantar |
| 9 mei 2012 20:00 | Lambe 2' Eckersley 17' Johnson 38' Cann 41' | Verslag | Nyassi 23'      | BMO Field, Toronto, Ontario Toeschouwers: 15.016 Scheidsrechter: Dave Gantar |

|                  |                                                        |         |                                                   |                                                                                                 |
| 9 mei 2012 20:00 | Vancouver Whitecaps FC                                 | 3 – 1   | FC Edmonton                                       | BC Place Stadium, Vancouver, British Columbia Toeschouwers: 15.011 Scheidsrechter: Geoff Gamble |
| 9 mei 2012 20:00 | Thorrington 42' Le Toux 75', 88' Mattocks 90+3', 90+3' | Verslag | Vorbe 33' Hamilton 41' Cox 44' Kooy 51' Pinto 54' | BC Place Stadium, Vancouver, British Columbia Toeschouwers: 15.011 Scheidsrechter: Geoff Gamble |

### Finale

#### 1e wedstrijd
|                       |                        |         |                                   |                                                                                                 |
| 16 mei 2012 19:00 PDT | Vancouver Whitecaps FC | 1 – 1   | Toronto FC                        | BC Place Stadium, Vancouver, British Columbia Toeschouwers: 14.878 Scheidsrechter: Drew Fischer |
| 16 mei 2012 19:00 PDT | Hassli 90+1'           | Verslag | Hall 11' Dunfield 49' Johnson 66' | BC Place Stadium, Vancouver, British Columbia Toeschouwers: 14.878 Scheidsrechter: Drew Fischer |

#### 2e wedstrijd
|                       |            |         |                        |                                                                                  |
| 23 mei 2012 20:00 EDT | Toronto FC | 1–0     | Vancouver Whitecaps FC | BMO Field, Toronto, Ontario Toeschouwers: 13.777 Scheidsrechter: Silviu Petrescu |
| 23 mei 2012 20:00 EDT | Lambe 83'  | Verslag |                        | BMO Field, Toronto, Ontario Toeschouwers: 13.777 Scheidsrechter: Silviu Petrescu |